# Bhutan-Takin
Der Bhutan-Takin (Budorcas whitei) ist eine Paarhuferart aus der Gruppe der Ziegenartigen (Caprini), die im nördlichen Bhutan, in den indischen Bundesstaaten Sikkim und Arunachal Pradesh und im Südosten von Tibet vorkommt.

## Merkmale

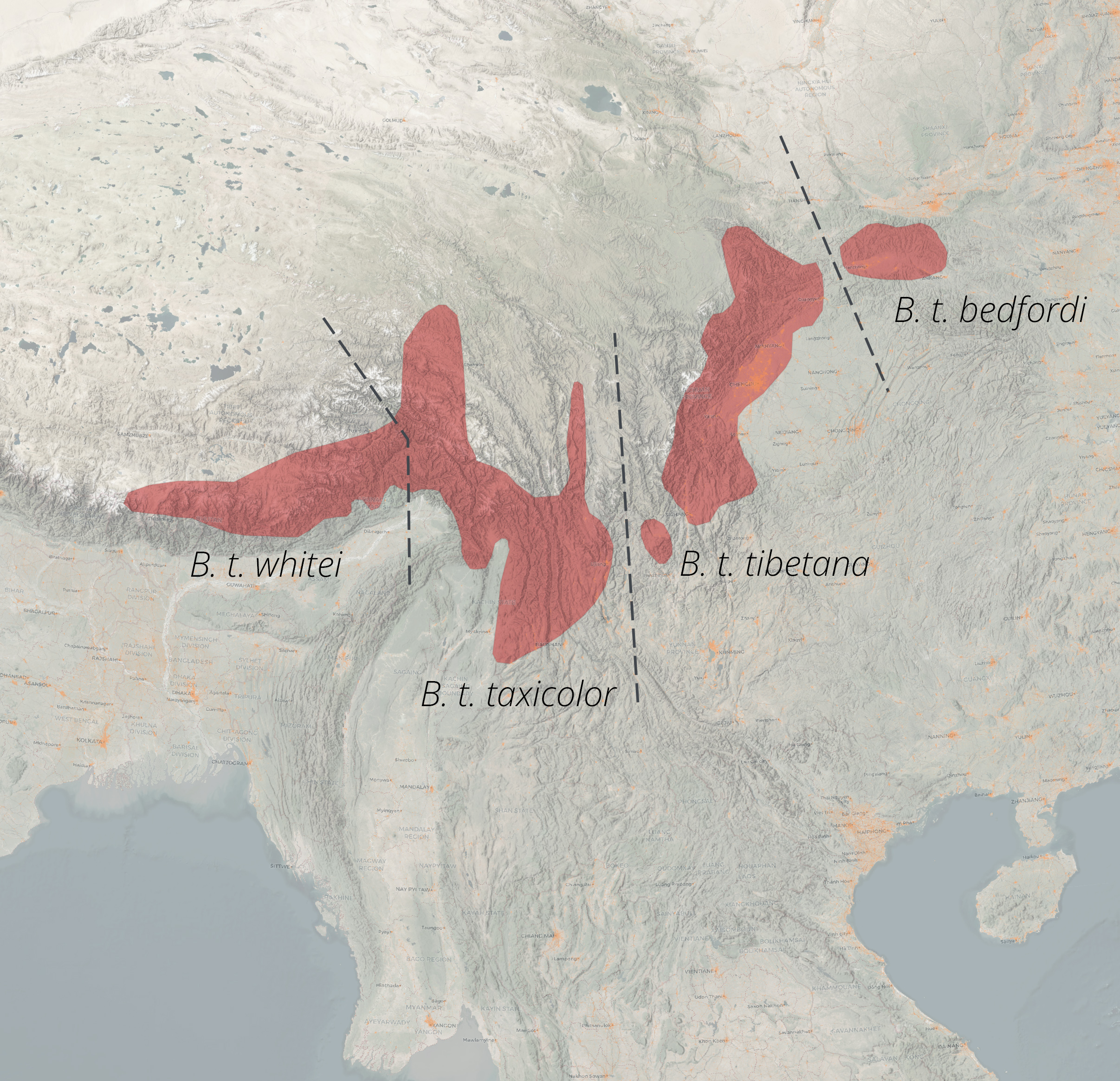
Die Verbreitungsgebiete der Takine. Der Bhutan-Takin lebt im westlichen Abschnitt.

Der Bhutan-Takin erreicht eine Kopf-Rumpf-Länge von 170 bis 200 Zentimeter, eine Widerristhöhe von 107 bis 140 Zentimeter und ein Gewicht von 150 bis 350 kg. Der Schwanz ist sehr kurz und nur 10 bis 12 Zentimeter lang. Die Männchen sind deutlich größer als die Weibchen. Wie allen Takine hat er ein zotteliges Fell, wobei die Haare an den Körperseiten und unter dem Kiefer besonders lang sind. Die Beine sind stämmig und die Afterklauen sind gut entwickelt. Der Widerrist ist höher als die Kruppe, wodurch die Rückenlinie leicht schräg verläuft. Der Bhutan-Takin ist überwiegend bräunlich gefärbt mit einer helleren Tönung auf dem Rücken. Entlang der Mittellinie des Rückens verläuft ein dunkler Streifen. Im Vergleich mit dem Sichuan-Takin sind die Hörner weniger weit gespreizt und die Spitzen sind nicht so stark nach innen gerichtet.

## Lebensraum und Lebensweise
Der Bhutan-Takin kommt in subtropischen und subalpinen Bergwäldern und auf Bergweiden in Höhenlagen von 1200 bis 3500 Metern vor. Die Tiere wandern im Sommer in höhere und im Winter in niedrigere Lagen. Sie leben in großen Herden, die sich im Herbst in kleinere Gruppen teilen. Männchen treten auch einzeln oder zu zweit auf. Bhutan-Takine ernähren sich vor allem von Blättern, im Frühjahr werden aber auch frisch sprießende Kräuter und Gräser gefressen. Um die Blätter kleiner Bäume zu erreichen, können sich Takine auf die Hinterbeine stellen. Meist sind sie in den frühen Morgenstunden und am späten Nachmittag aktiv. Im Winter, wenn das Nahrungsangebot spärlich ist, müssen sie oft den ganzen Tag über nach Nahrung suchen. Häufig werden Salzlecken aufgesucht. Die Paarungszeit liegt wahrscheinlich in den Monaten August und September und die Kälber werden nach einer Tragzeit von etwa 210 Tagen im März und April geboren. Sie werden im Alter von 3 bis 5 Jahren geschlechtsreif. Männchen paaren sich aber wahrscheinlich erst wenn sie einige Jahre älter sind. In freier Wildbahn wurden bisher nur Einlingsgeburten registriert.

## Systematik
Der Bhutan-Takin wurde 1907 durch den britischen Naturforscher Richard Lydekker erstmals wissenschaftlich beschrieben. Ursprünglich galten alle vier rezenten Takintaxa als Unterarten von Budorcas taxicolor. Die Zoologen Colin Groves und Peter Grubb gaben allen Unterarten in einer Jahr 2011 veröffentlichten Revision der Hornträger den Status eigenständiger Arten, so dass die Gattung Budorcas aus vier Arten besteht. Dies wurde im Huftierband des Standardwerks Handbook of the Mammals of the World, der ebenfalls 2011 erschien, so übernommen. Eine Gruppe chinesischer Wissenschaftler reduzierte die Artenzahl 2022 dagegen wieder auf zwei, eine (Budorcas taxicolor), die im Himalaya und im Westen von Yunnan vorkommt, mit dem Bhutan-Takin und dem Mishmi-Takin (Budorcas t. taxicolor) als Unterarten und eine zweite (Budorcas tibetana), die ausschließlich in China vorkommt, mit dem Sichuan-Takin (Budorcas t. tibetana) und dem Goldtakin (Budorcas t. bedfordi) als Unterarten. Der Bhutan-Takin und der Mishmi-Takin sollen sich vor 230.000 Jahren voneinander getrennt haben.

## Gefährdung
Der Bhutan-Takin wird in der Roten Liste der IUCN nicht extra aufgeführt. Insgesamt gelten die Takine als gefährdet. In den letzten 24 Jahren soll ihre Population aufgrund von Wilderei und dem Verlust ihres Lebensraums um etwa 30 % abgenommen haben. Der Bhutan-Taki kommt auch in verschiedenen Schutzgebieten vor, darunter der Jigme-Dorji-Nationalpark in Bhutan.